# TSB-Gruppe
Die TSB-Gruppe war eine europäische Druckereigruppe. Der Schwerpunkt lag im Werbedruck per Tiefdruck und Rollenoffset. Die TSB-Gruppe gehörte zur französischen Riccobono-Gruppe, die Stand 2022 über 3.000 Mitarbeiter beschäftigt und einen Umsatz von fast 310 Millionen Euro erwirtschaftet. Der Unternehmenshauptsitz lag in Mönchengladbach. Die letzten Geschäftsführer waren Udo Bogner und Michael Distler.

## Standorte/zugehörige Unternehmen

### Tiefdruck Schwann-Bagel GmbH & Co. KG, Werk Mönchengladbach
Der Standort in Mönchengladbach umfasste circa 54.000 m² Industriefläche. Rund 320 Mitarbeiter arbeiteten im Dreischichtbetrieb in der Produktion. In sechs Tiefdruckrotationen mit einer Druckbreite bis 3,68 m wurden formatabhängig Produkte von 4 bis 256 Seiten gedruckt. Seit Sommer 2001 war ein vollautomatisches Hochregallager mit 16.000 Palettenstellplätzen vorhanden. Über 8 Verladerampen wurden dort mehr als 200 Paletten pro Stunde verladen. 2012 betrug der Umsatz des Unternehmens Tiefdruck Schwann-Bagel GmbH & Co. KG in Mönchengladbach 94 Mio. Euro und es wurden 270 Mitarbeiter beschäftigt.
Tiefdruck Schwann-Bagel wurde am 30. April 2024 nach Insolvenz geschlossen.

### Bruckmann Tiefdruck GmbH & Co. KG, Werk Oberschleißheim
Von 1999 bis 2015 gehörte Bruckmann Tiefdruck in Oberschleißheim (Bayern) zur Gruppe. Hier fertigte die TSB-Gruppe auf vier Tiefdruckrotationen mit einer Druckbreite bis 2,69 m rund um die Uhr. Der Standort beschäftigte etwa 170 Mitarbeiter.

### Bagel Roto Offset GmbH & Co. KG, Werk Meineweh bei Leipzig
Mit dem Werk der Bagel RotoOffset in Meineweh an der A9 südlich von Leipzig wurden im Rollenoffset zwischen 1993 und 2024 die Kapazitäten des Unternehmens erweitert. Dort wurden mit drei Offsetrotationen mit einer Breite von bis zu 2,86 Metern rund um die Uhr produziert.

### Weitere Unternehmen
Folgende Unternehmen am Unternehmenshauptsitz in Mönchengladbach gehörten außerdem zur TSB-Gruppe:
- ISI-Storage GmbH, Logistik und Versand
- Bagel-Direkt, Lettershop
- Basico Finishing
- H+B Finishing

2011 wurde ein Joint Venture mit Burda Druck gegründet.
2016 wurden sämtliche Mitarbeiter der Tochtergesellschaft Bagel-Direkt am Standort Mönchengladbach gekündigt, nach Ansicht von Ver.di um die Gründung eines Betriebsrates zu verhindern.

## Produkte/Schlüsselkunden
TSB druckte vor allem Versandhauskataloge, Prospekte, Zeitungsbeilagen und Zeitschriften.